# Inficon
INFICON (kurz für Instruments For Intelligent Control) mit Sitz in Bad Ragaz (Schweiz) beschäftigt sich mit der Entwicklung, Herstellung und Lieferung von Instrumenten, Sensorik und Prozesssteuerungssoftware für die Halbleiter- und Vakuumbeschichtungsindustrie. Sie liefern Geräte zur Gaslecksuche in der Kälte- und Klimatechnik, der Automobilindustrie sowie zur Analyse und Identifizierung toxischer Chemikalien.
INFICON verfügt über Produktionsstätten in Europa, den USA und Asien. INFICON hat Niederlassungen in China, Dänemark,  Deutschland, Finnland, Frankreich, Italien, Japan, Südkorea, Malaysia, Mexiko, Liechtenstein, Singapur, Schweden, Schweiz, Taiwan, Großbritannien und den USA.

## Geschichte
Inficon wurde in Syracuse, New York, von einer Gruppe von Wissenschaftlern und Ingenieuren von General Electric (GE) und der Syracuse University (SU) gegründet, die im Dezember 1969 einen Halogen-Lecksucher entwickelt hat.
Im Januar 1976 wurde Inficon von der Leybold-Heraeus GmbH, einem Unternehmen der Vakuumtechnik, übernommen. Durch diese Akquisition wurde Inficon als Inficon Leybold-Heraeus bekannt.
1987 wurde die Leybold-Heraeus GmbH, die Muttergesellschaft von Inficon, von der Degussa AG übernommen und in Leybold AG umbenannt. Zu diesem Zeitpunkt wurde aus Inficon Leybold-Heraeus, die Firma Leybold Inficon, Inc.
1993 schloss die Oerlikon-Bührle Holding AG (OBH), Besitzerin der Balzers AG, einen Kaufvertrag mit der Firma Degussa AG ab und kaufte damit die Firma Leybold AG. Die 1994 gegründete Balzers und Leybold Holding AG wurde durch diesen Kauf zum weltweit größten Unternehmen der Vakuum- und Oberflächentechnik. Die Firmen Leybold Inficon, Inc. aus Syracus, Balzers Instruments aus Liechtenstein und zwei Leybold Instrumentengruppen aus Deutschland wurden dann zu Balzers und Leybold Instrumentation (BLI) umbenannt.

## Akquisition
• Februar 2006 Übernahme Electro Dynamics Crystal Corp.
• Mai 2007 Übernahme Maxtek Inc.
• Dezember 2007 Übernahme Sigma Instruments Inc.
• Februar 2016 Übernahme InstruTech Inc.